# Adam Frączczak
Adam Frączczak (ur. 7 sierpnia 1987 w Kołobrzegu) – polski piłkarz, występujący głównie na pozycji środkowego napastnika oraz prawego pomocnika i obrońcy.

## Kariera

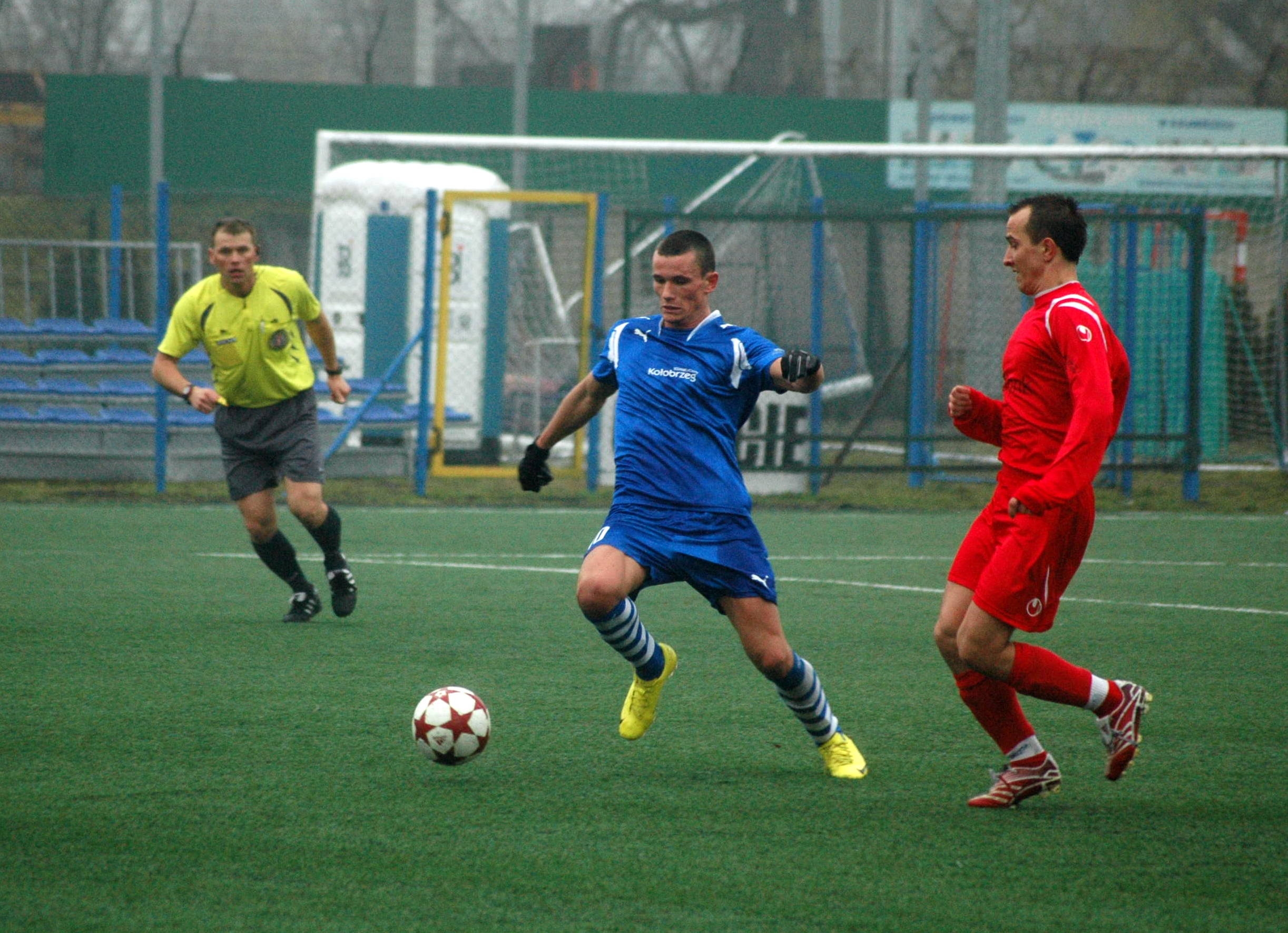
Frączczak w barwach Kotwicy Kołobrzeg w zremisowanym meczu 1:1 z Dębem Dębno, 27 marca 2010 r.

Frączczak jest wychowankiem Żaków 94 Kołobrzeg. Dwa i pół roku był uczniem Szkoły Mistrzostwa Sportowego przy Ceramedzie-Podbeskidziu Bielsko-Biała. Wypożyczony następnie do IV-ligowej Regi-Meridy Trzebiatów, awansował z nią do III ligi. Później został sprzedany do Legii Warszawa (występował w jej drużynach juniorskich), skąd trafił na roczne wypożyczenie do Dolcanu Ząbki. Potem wrócił do swojego rodzinnego miasta – występował przez dwa lata w Kotwicy Kołobrzeg, a w 2011 przeniósł się do grającej na drugim poziomie ligowym Pogoni Szczecin, która od sezonu 2012/13 występuje w Ekstraklasie.
Na drugim szczeblu Frączczak zadebiutował w barwach Dolcana w 2008, w Ekstraklasie natomiast w zespole Pogoni w 2012.
Jesienią 2018 r. piłkarz, będący kapitanem zespołu, został zmuszony do przerwania treningów i występów, ponieważ wykryto u niego guza przysadki mózgowej. Po dziesięciu miesiącach leczenia i operacji usunięcia nowotworu odzyskał zdolność do gry, w pierwszym meczu strzelił trzy bramki w meczu rezerw, a 15 maja 2019 r. wrócił na boisko Ekstraklasy w przedostatnim meczu sezonu (a ostatnim rozgrywanym w Szczecinie).

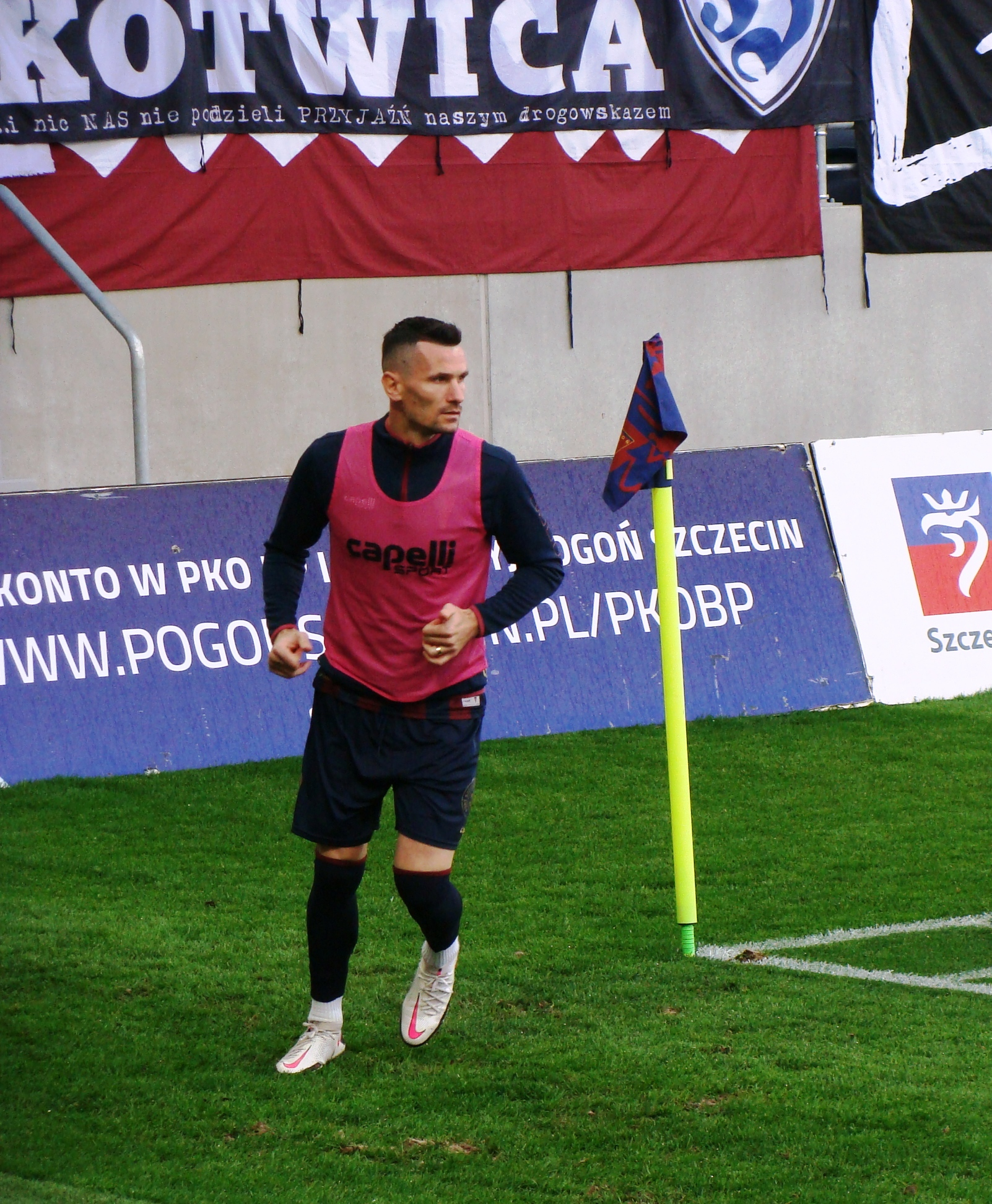
Adam Frączczak, 2021 r.

Od 2021 do 2023 r. był piłkarzem Korony Kielce, w której zagrał 36 meczów, zdobywając 7 goli, wywalczając awans do Ekstraklasy w sezonie 2021/2022.
W styczniu 2023 r. podpisał kontrakt z Kotwicą Kołobrzeg, do której powrócił po 12 latach przerwy. Po pół roku pobytu w Kotwicy rozwiązał kontrakt z tym klubem i został zawodnikiem trzecioligowych rezerw Pogoni Szczecin.
W marcu 2025 przebywał na stażu w Pogoni Szczecin, w ramach kursu trenerskiego na kategorię B+A. Po zakończeniu stażu Adam Frączczak przystąpi do egzaminu w Białej Podlaskiej, którego pozytywne zaliczenie umożliwi mu uzyskanie licencji trenerskiej UEFA A. Licencja ta uprawnia do pracy z zespołami młodzieżowymi oraz seniorskimi, również na poziomie rozgrywek Betclic 2. ligi.

## Statystyki kariery klubowej
Aktualne na 15 lutego 2024 r.
| Klub              | Sezon             | Liga              | Liga  | Liga   | Puchar krajowy | Puchar krajowy | Inne  | Inne   | Suma  | Suma   |
| Klub              | Sezon             | Liga              | Mecze | Bramki | Mecze          | Bramki         | Mecze | Bramki | Mecze | Bramki |
| ----------------- | ----------------- | ----------------- | ----- | ------ | -------------- | -------------- | ----- | ------ | ----- | ------ |
| Legia Warszawa    | 2007/08           | I liga            | 0     | 0      | 0              | 0              | 5     | 0      | 5     | 0      |
| Dolcan Ząbki      | 2008/09           | I liga            | 16    | 1      | 0              | 0              | –     | –      | 16    | 1      |
| Kotwica Kołobrzeg | 2009/10           | III liga          | 29    | 16     | 2              | 2              | –     | –      | 31    | 18     |
| Kotwica Kołobrzeg | 2010/11 (j.)      | III liga          | 14    | 10     | 0              | 0              | –     | –      | 14    | 10     |
| Pogoń Szczecin    | 2010/11 (w.)      | I liga            | 15    | 6      | 0              | 0              | –     | –      | 15    | 6      |
| Pogoń Szczecin    | 2011/12           | I liga            | 26    | 5      | 1              | 0              | –     | –      | 27    | 5      |
| Pogoń Szczecin    | 2012/13           | Ekstraklasa       | 28    | 5      | 1              | 0              | –     | –      | 29    | 5      |
| Pogoń Szczecin    | 2013/14           | Ekstraklasa       | 34    | 4      | 1              | 0              | –     | –      | 35    | 4      |
| Pogoń Szczecin    | 2014/15           | Ekstraklasa       | 34    | 6      | 1              | 0              | –     | –      | 35    | 6      |
| Pogoń Szczecin    | 2015/16           | Ekstraklasa       | 35    | 6      | 1              | 1              | –     | –      | 36    | 7      |
| Pogoń Szczecin    | 2016/17           | Ekstraklasa       | 31    | 12     | 5              | 3              | –     | –      | 36    | 15     |
| Pogoń Szczecin    | 2017/18           | Ekstraklasa       | 31    | 14     | 1              | 1              | –     | –      | 32    | 15     |
| Pogoń Szczecin    | 2018/19           | Ekstraklasa       | 8     | 1      | 0              | 0              | –     | –      | 8     | 1      |
| Pogoń Szczecin    | 2019/20           | Ekstraklasa       | 19    | 4      | 1              | 0              | –     | –      | 20    | 4      |
| Pogoń Szczecin    | 2020/21           | Ekstraklasa       | 15    | 3      | 0              | 0              | –     | –      | 15    | 3      |
| Pogoń Szczecin    | Ogółem w Pogoni   | Ogółem w Pogoni   | 276   | 66     | 12             | 5              | –     | –      | 288   | 71     |
| Korona Kielce     | 2021/22           | I liga            | 24    | 7      | 2              | 0              | –     | –      | 26    | 7      |
| Korona Kielce     | 2022/23 (j.)      | Ekstraklasa       | 9     | 0      | 1              | 0              | –     | –      | 10    | 0      |
| Korona Kielce     | Ogółem w Koronie  | Ogółem w Koronie  | 33    | 7      | 3              | 0              | –     | –      | 36    | 7      |
| Kotwica Kołobrzeg | 2022/23 (w.)      | II liga           | 13    | 4      | 0              | 0              | –     | –      | 13    | 4      |
| Kotwica Kołobrzeg | Ogółem w Kotwicy  | Ogółem w Kotwicy  | 56    | 30     | 2              | 2              | –     | –      | 58    | 32     |
| Pogoń II Szczecin | 2023/24           | III liga          | 15    | 4      | 1              | 1              | –     | –      | 16    | 5      |
| Ogółem w karierze | Ogółem w karierze | Ogółem w karierze | 396   | 108    | 18             | 8              | 5     | 0      | 419   | 116    |

## Sukcesy
Pogoń Szczecin
- Awans do Ekstraklasy: 2011/2012

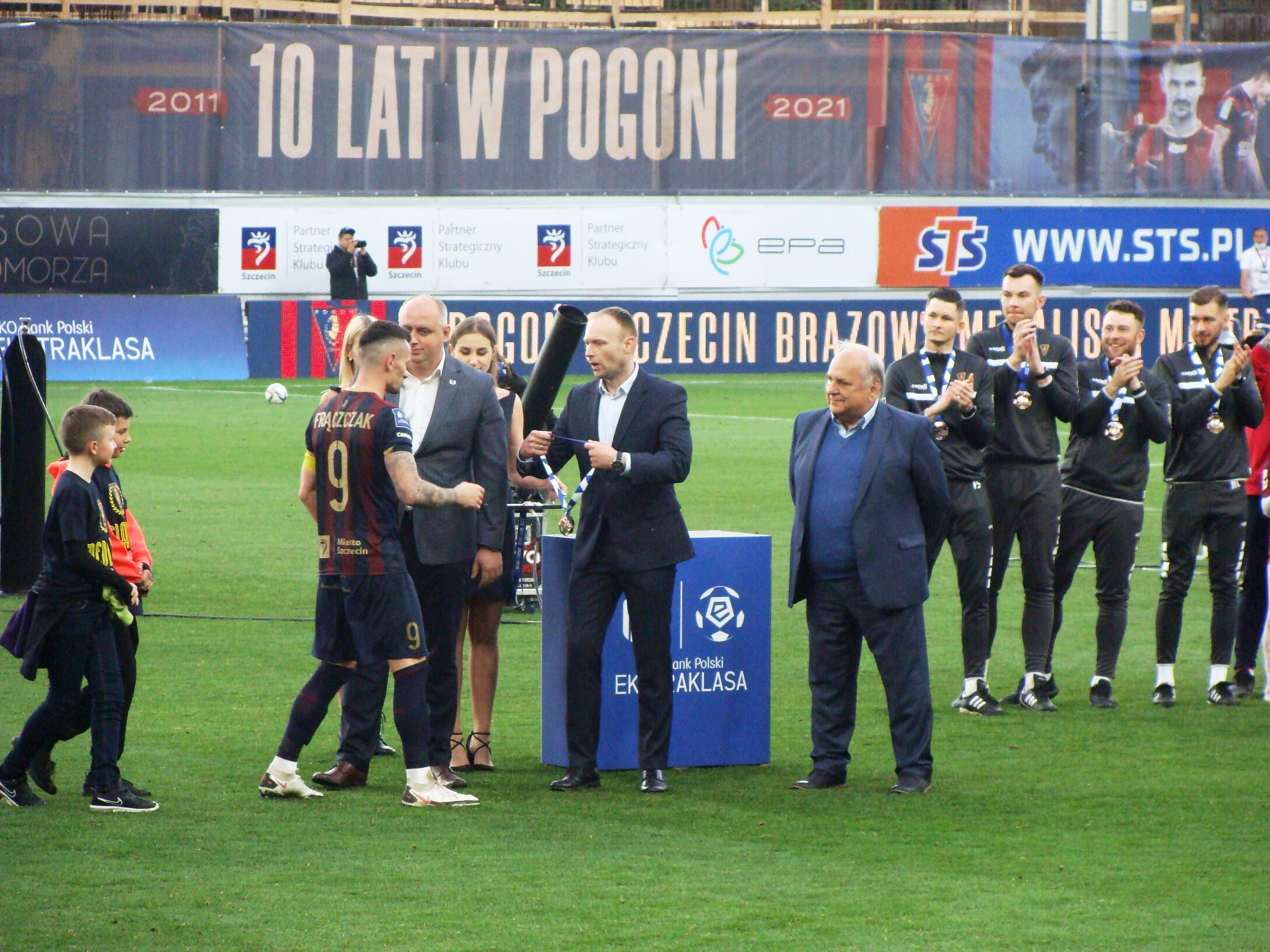
Adam Frączczak odbiera medal za zdobycie III miejsca w Ekstraklasie w sezonie 2020/2021

- 3. miejsce w Ekstraklasie: 2020/2021

Korona Kielce
- Awans do Ekstraklasy: 2021/2022

## Życie prywatne
Jest bratankiem długoletniego bramkarza Pogoni Wojciecha Frączczaka.